# Usoz
Usoz (en euskera, Usotz) es un antiguo concejo del municipio español de Arce, en la provincia norteña de Navarra. Desde el 25 de octubre de 1990, se extingue como concejo y pasa a ser un lugar. En 2005 tenía 8 habitantes.
- Datos: Q5483689
- Multimedia: Usoz/Usotz / Q5483689

1. ↑  Worldpostalcodes.org, código postal n.º 31439.